# ČSD-Baureihe EM 475.0
Die ČSD-Baureihe EM 475.0 war ein elektrischer Nahverkehrs-Triebzug der Tschechoslowakischen Staatsbahn (ČSD) für das 3-kV-Gleichstromsystemnetz. Beschafft wurden die Fahrzeuge speziell für den S-Bahn-ähnlichen Prager Vorortverkehr. Er wird als Vorläufer und Prototyp der ČSD-Baureihe EM 475.1 bezeichnet, die ab 1964 in größeren Stückzahlen für denselben Verwendungszweck gebaut wurden. Sie waren zwar nicht die ersten Elektrotriebwagen der Tschechoslowakei, jedoch die ersten Fahrzeuge einer größeren Serie und mit Niederflurtechnik. Ein Zug bestand aus zwei technischen Einheiten. Diese bestanden aus dem Endwagen, der mit Führerstand an einem Wagenende ausgebildet war und dem Zwischenwagen, der ohne Führerstand ausgebildet war. Im Betriebsdienst erhielten die Fahrzeuge den Spitznamen Pantograph.

## Vorgeschichte zur Entstehung der Fahrzeuge

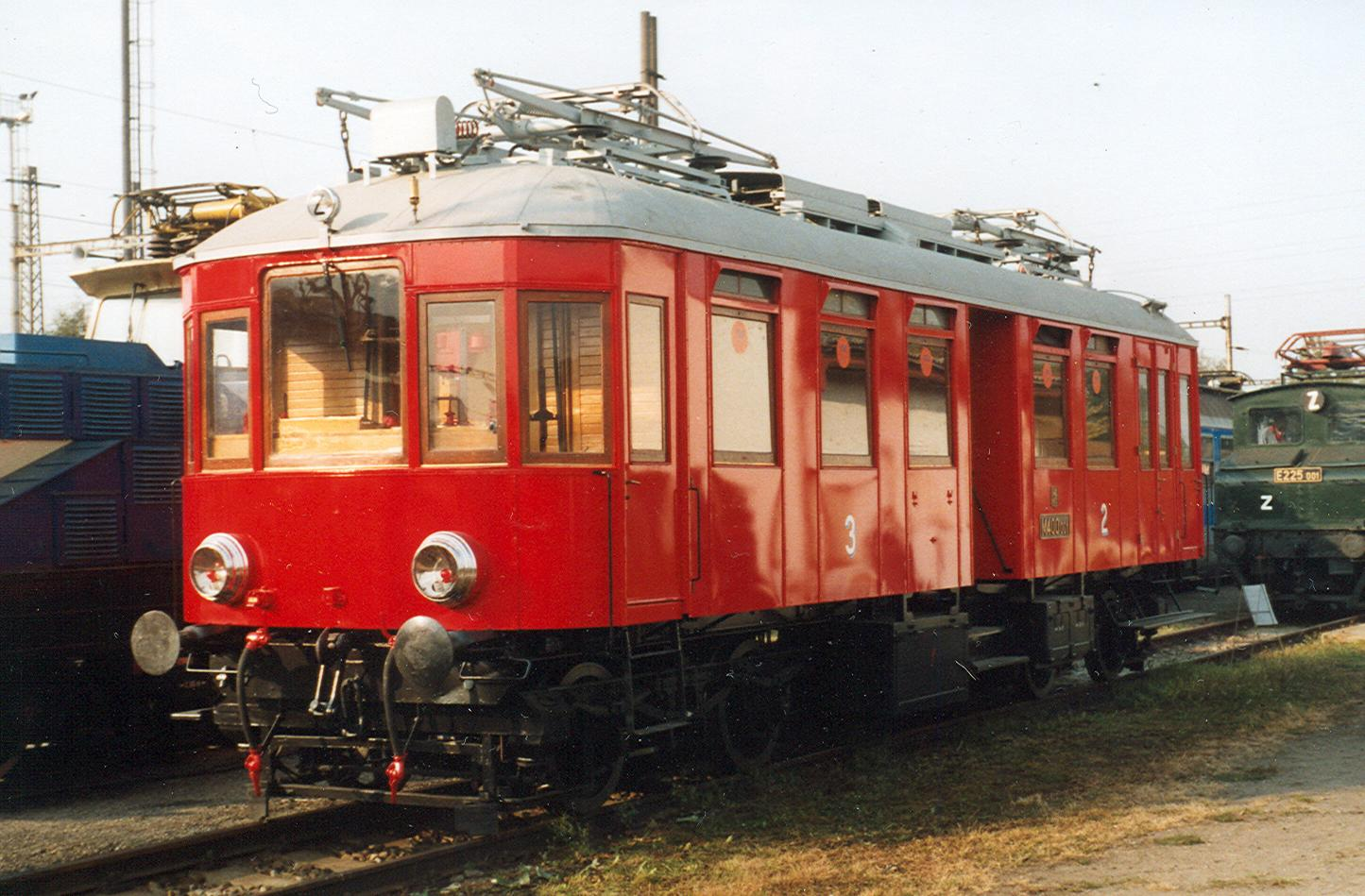
EM 400 aus dem Jahr 1902

Elektrische Motorwagen und elektrische Triebwagenzüge haben gegenüber lokbespannten Zügen den Vorteil, dass die Triebwagenzüge eine geringere Länge haben und gleichzeitig leichter als die lokbespannten Züge sind. Die elektrischen Triebwageneinheiten erreichen somit die größtmögliche Beschleunigung bei der Anfahrt. Triebwageneinheiten mit Verbrennungsmotorantrieb sind im Vergleich langsamer.
Obwohl diese Erkenntnis allgemein anerkannt war, entstanden bei der neugegründeten ČSD nur wenige Triebwageneinheiten. Die bekanntesten Fahrzeuge verkehrten auf den Lokalbahnen Tabor-Bechyne und Rybnik-Lipno nad Vltovou. Mit der Elektrifizierung des Eisenbahnknoten Prag um 1924 mit 1,5 kV Gleichstrom wurde die Beschaffung von elektrischen Triebwagen für die Benützung des elektrischen Vorortverkehr im Taktverkehr von 20 bis 30 Minuten nach Benešov, Zdice oder Kolín erwogen. Aus verschiedenen Gründen kam es nur zur Beschaffung von elektrischen Lokomotiven.

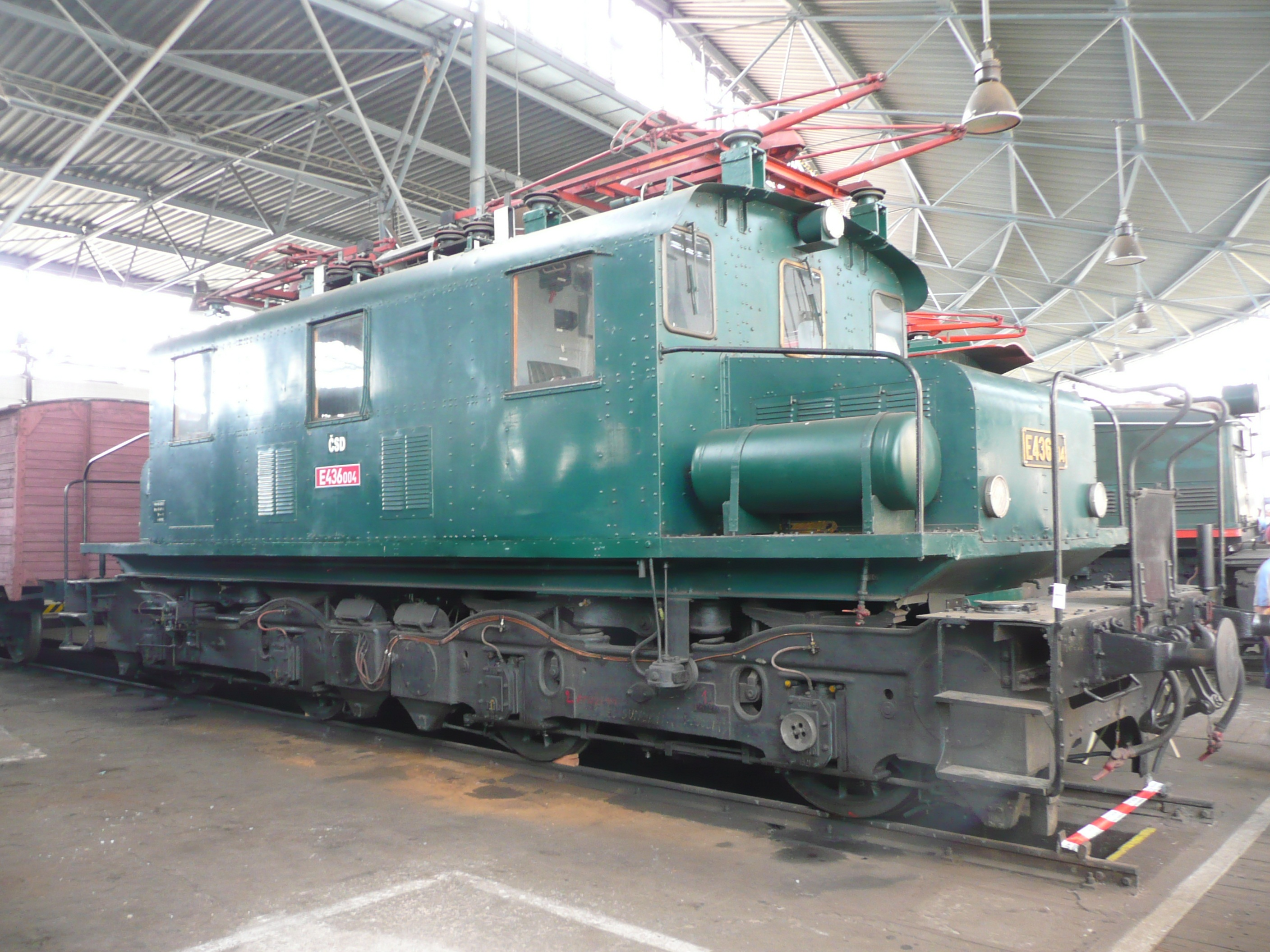
Ansicht der E 436.0 für den Eisenbahnknoten Prag

Ab 1930 war die Elektrifizierung weiterer Eisenbahnstrecken vorgesehen, besonders die Linien von Prag nach Pilsen und Vrané nad Vltavou. Für die Verwendung von Triebwagen auf diesen Abschnitten war die Entwicklung von elektrischen Triebwagen geplant, zum einen als Personenzug-Einheit (2 Einheiten für 3 kV Gleichstrom mit 660 kW Leistung) und zum anderen als Schnellzug-Einheit (zwei Einheiten für 3 kV Gleichstrom mit 1.000 kW Leistung). Jeder dieser vier Wagen sollte vier Antriebsmotoren und sechs Drehgestelle haben, sie sollten demzufolge als zweiteilige Einheit verkehren. Letztendlich kam es nicht zur Umsetzung dieser Projekte auf Grund der politischen Begebenheiten. Insgesamt verkehrten auf dem Gebiet der ČSD ungefähr 60 Triebwagen mit elektrischem Antrieb, zum Teil auf Schmalspurbahnen.

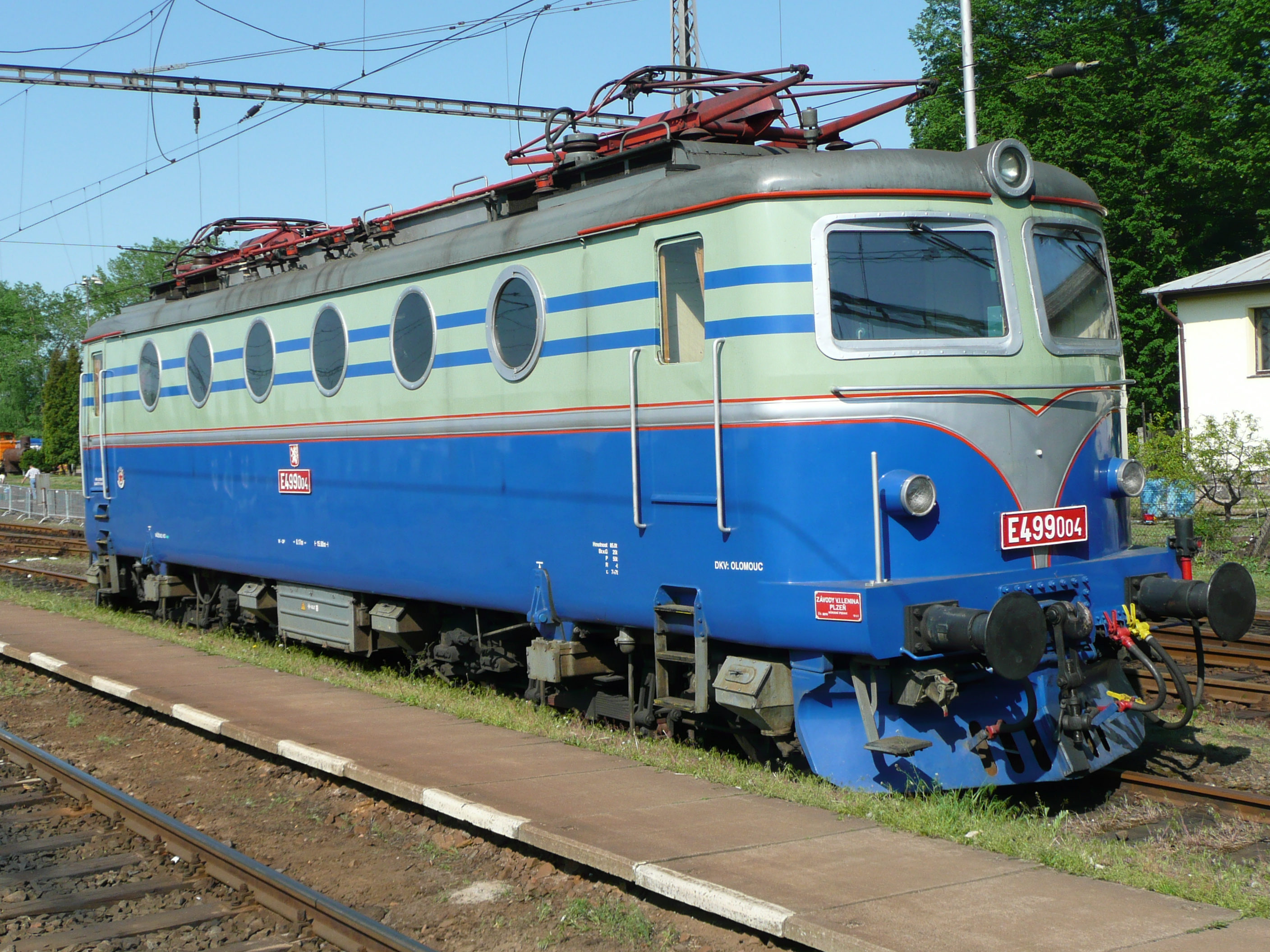
E 499.004 auf einer Ausstellung

Erst nach dem Zweiten Weltkrieg wurde die Idee des Triebwagenbetriebes auf Hauptbahnen wieder aufgegriffen, vor allem, weil damals die weitere Elektrifizierung zu den Industriegebieten im Osten des Landes und in die Braunkohlegebiete in Nordböhmen mit 3 kV Gleichstrom beschlossen wurde. Gleichzeitig wurde damals schon eine Arbeitsteilung zwischen den Produzenten von Schienenfahrzeugen festgelegt; elektrische Lokomotiven und O-Busse sollten bei Škoda produziert werden, Diesellokomotiven und Eisenbahnbau-Anlagen sollte die Aufgabe von ČKD werden. Nachdem die erste gebaute elektrische Lokomotive nach dem Krieg eine dreiteilige Abraumtransportlokomotive für den Tagebau mit der Bezeichnung 10 Elo1 war, entstand 1953 mit der E 499.0 die erste Lokomotive für die Staatsbahn. Da zu ihrer Entstehung das 3-kV-Netz noch im Aufbau war, mussten nach einer Laufprobe im Eisenbahnknoten Prag unter verminderter Spannung von 1,5 kV alle weiteren Prüfungen in Polen durchgeführt werden. Dort verkehrten zu der Zeit etwa 100 Vorort-Triebzüge von vier unterschiedlichen Typen, produziert von verschiedenen Herstellern. Das gab den Anstoß zur Entwicklung der Triebwagen EM 475.0. Zu der Zeit erhöhte sich im ganzen Europa (außer der UdSSR) die Zahl der elektrischen Triebwagen um 40 %, das sind etwa 6.500 Exemplare.

## Entstehung der Fahrzeuge
Offiziell bestellt wurden zwei Betriebseinheiten des Triebwagens, bestehend aus zwei technischen Einheiten, von dem Ministerium des Verkehrswesen der Tschechoslowakei am 30. Juni 1955. Bereits 1952 hat es schon erste Entwürfe über die Fahrzeuge seitens der Entwicklungsabteilungen des Verkehrswesens gegeben, wobei nach Entwicklungsstand der Endwagen eine Masse von 50 t und der Zwischenwagen eine Masse von 32 t haben sollte. Gleichzeitig mit diesem Entwurf wurde noch eine Zeichnung von einem Doppelstocktriebwagen mit der Bezeichnung EM 477.0 präsentiert, der nicht verwirklicht wurde. Die bestellten Triebwagen der Reihe EM 475.0 trugen die Werksbezeichnung Škoda 7ME.
Nachdem die Entwürfe den neusten Erkenntnissen in Bezug auf Leichtbauweise, Instandhaltungsfreudigkeit und technologischer Betriebsführung auf den neuesten Stand gebracht wurden, wurden sie ab 1956 zur Diskussion und Verbesserungsvorschlägen bei dem Ministerium des Verkehrswesens der Tschechoslowakei gestellt. Anfangs waren Kritikpunkte das große Gewicht des Wagens, die Zugzusammenstellung aus vier oder acht Wagen für den Fall einer Beschädigung, die niedrige Einstiegshöhe und die Verkleinerung des nützlichen Raumes des Wagens durch die Unterbringung der elektrischen Ausrüstung über und nicht unter dem Wagenboden. Diese Kritikpunkte konnten alle entkräftet werden, durch die niedrige Einstiegshöhe kam es zu einem schnelleren Fahrgastfluss, und durch die Unterbringung der elektrischen Ausrüstung konnte die Instandhaltung vereinfacht werden. Da die Fahrzeuge bevorzugt im Eisenbahnknoten Prag verkehren sollten, waren sie außer für die Spannungssystem 3 kV Gleichstrom für die Spannungssysteme 1,5 kV Gleichstrom zu verwenden. Zur Fertigung waren für den mechanischen Teil die Vagonka Studénka, für den elektrischen Teil Škoda in Plzeň vorgesehen.
Ursprünglich sollte das erste Exemplar des Triebwagens in Studénka mechanisch zusammengebaut werden und zur Komplettierung der elektrischen Ausrüstung nach Plzeň überstellt werden. Später wurde entschieden, dass alle Blöcke der elektrischen Ausrüstung zur Vagonka Studénka zur Komplettierung überstellt wurden und die Inbetriebnahme sowie Prüfung des Fahrzeuges bei Škoda erfolgen sollte. Gleichzeitig mit der Entwicklung des Prototypfahrzeuges entstanden in Studénka die ersten 40 Exemplare der später in großer Stückzahl gefertigten Beiwagenserie Balm, denen später die äußerlich ähnlichen Motorwagen der Reihe M 240.0 folgten. Der Bau von Motorwagen hatte in Studénka eine über 30-jährige Tradition, daher war die Fertigung der EM 475.0 mit der Komplettierung der elektrischen Ausrüstung eine willkommene Abwechslung.
Jeder der gefertigten vier Wagen für eine Betriebseinheit bestand aus Wagen der 2. Klasse. Jeder der einzelnen Wagen besaß ein Antriebs- und ein Laufdrehgestell. Die Endwagen mit dem Führerstand an der einen Seite des Wagens erhielten die Typnummer 780, die Zwischenwagen mit den beiden Durchgangsseiten die Typnummer 781. Die Ordnungsnummer war zweigliedrig und richtete sich nach der technischen Einheit. Die Zwischenwagen hatten ursprünglich noch den Buchstaben a als zusätzlichen Index. Somit war die erste Betriebseinheit des Zuges gebildet aus den Wagen:
-EM 475.001 + EM 475.001a + EM 475.002a + EM 475.002 und die zweite Betriebseinheit aus den Wagen
-EM 475.003 + EM 475.003a + EM 475.004a + EM 475.004.
Jeder einzelne Wagen besaß eine selbständige Herstellungsnummer; die Wagen der ersten Betriebseinheit besaßen die Nummern 59.741–59.744, die Wagen der zweiten Betriebseinheit die Nummern 59.745–59.748. Zum 1. Quartal 1959 sollte die erste funktionierende Betriebseinheit an die ČSD übergeben werden.

## Technische Beschreibung

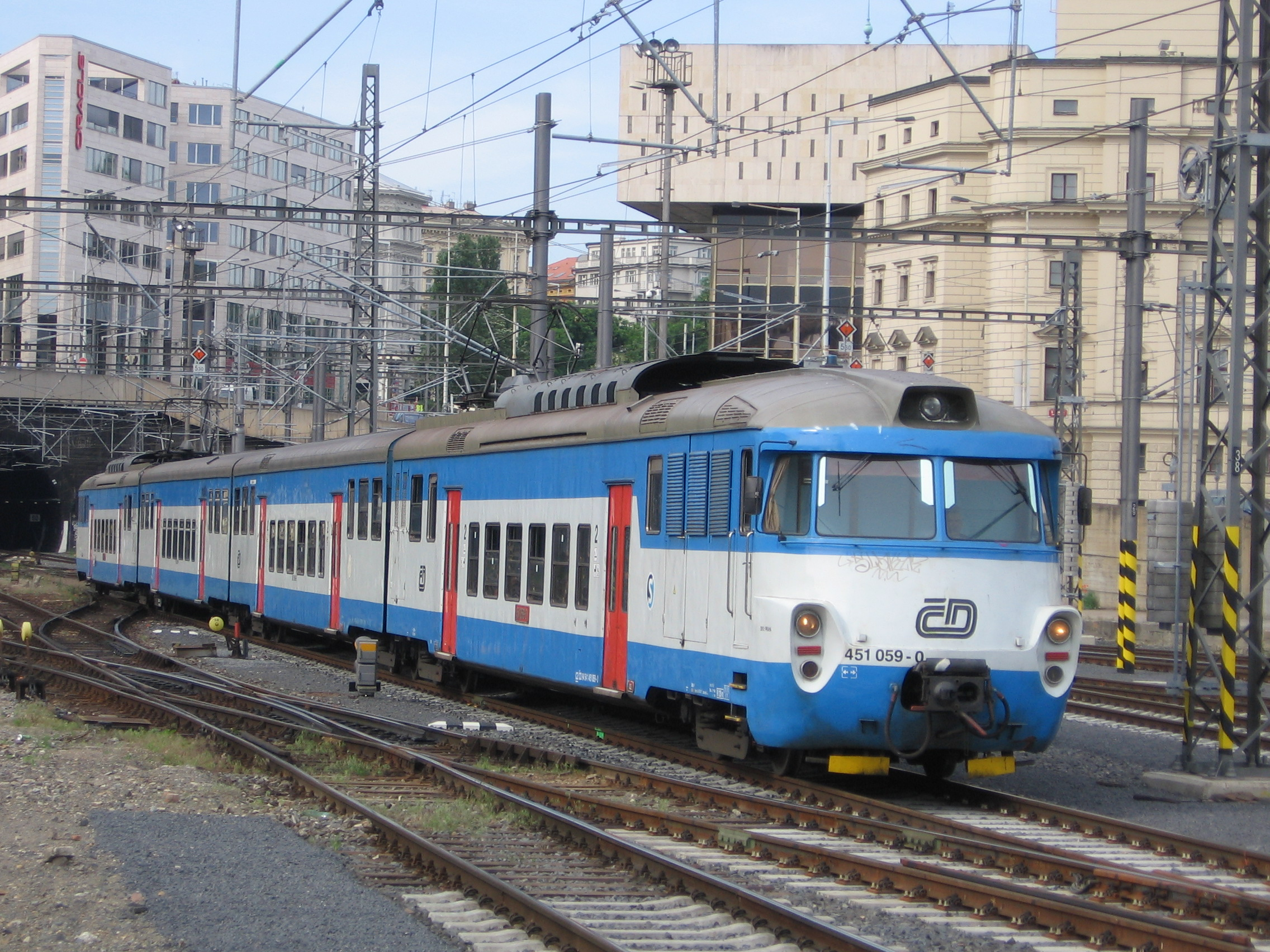
Foto der EM 475.1, Serienfahrzeuge aus dem EM 475.0

Die elektrische Einheit der Reihe EM 475.0 war für den Vorortverkehr auf Trassen bestimmt, die mit 3 kV Gleichstrom und fallweise noch mit 1,5 kV elektrifiziert waren. Die in sich abgeschlossene Betriebseinheit (DJ) bestand aus zwei technischen Einheiten (TJ), die wiederum aus zwei Wagen, bestehend aus einem End- und einem Zwischenwagen, bestand. Die Achsfolge der DJ betrug demzufolge 2'Bo' + Bo'2' + 2'Bo' + Bo'2'. Der End- und der Zwischenwagen waren vom Prinzip her gleich ausgeführt. Der mittlere abgesenkte Teil zwischen den Einstiegstüren jedes Wagens besaß ein Großraumabteil für die Reisenden mit einer Höhe von 580 mm über SOK, das heißt, annähernd gleiches Niveau der Bahnsteigkanten. Der Boden des Raumes über den Drehgestellen und des Zwischenwagenüberganges hatte die gewöhnliche Hohe von 1.240 mm. Dieser Aufbau wurde vom Prinzip her bei der Nachfolgebaureihe EM 475.1 übernommen. Das Großraumabteil mit erniedrigtem Teil jedes Wagens besaß 48 Sitzplätze mit einem mittleren Durchgang. Der Endwagen mit dem Lokführerstand hatte über dem vorderen Drehgestell ein Gepäckabteil und ein kleines Halbabteil mit vier Sitzen. Im Zwischenwagenbereich waren immer kleine Abteile mit acht Sitzen für die Reisenden in der Lage über den Drehgestellen vorhanden. In jedem Wagen war ein WC vorhanden, der Zutritt erfolgten von dem kleinen erhobenen Abteil aus. In dem erhobenen Halbcoupe des Endwagens und im Gepäckabteil waren Klappsitze vorhanden. An dem Ende des Endwagens waren zwei Maschinenabteile mit Blöcken der elektrischen Einrichtung und der Drucklufteinrichtung untergebracht.

### Mechanischer Teil
Der Kasten des Wagens war vollkommen geschweißt. Die Seiten- und Stirnteile des Wagenkastens waren mit blechernen Profilen und Blechen verschweißt. Das Gerippe des Kastens war mit den Ausschnitten von den Fenstern und den Türsäulen versehen. Das Gerippe des Daches bildete einen kreisförmigen Verbund mit länglichen Versteifungen. Die beiderseitig verschweißten Seiten-, Dach-, Vorder- und Unterbauten sind die selbsttragende Konstruktion des Wagenkastenverbandes, dieser war aufgestützt über ebene Lagerflächen mit Federn auf die Drehgestelle.
Das Innere des Wagens war belegt mit imprägnierten Holzplatten. Die Querwände sind unten mit Kunstleder, im oberen Teil mit Kunststoff überzogen worden. Die Böden hatten einen Belag aus PVC und Steingut. Die äußeren Türen des Einstiegs- und Gepäckraumes waren zweiteilig mit einer Breite von 1.676 mm, schiebbar mit einer Aufhängung nach dem System Perkeo und mit pneumatischem Antrieb. Beide gegenseitig schiebbare Türen hatten feste Fenster, Griffe und Schloss in der Innenseite des Wagens. Bei Öffnung schoben sie in die Seitenwände des Wagens ein. Der Druckluftantrieb für die Türen war von dem Lokführer zentral nach jeder Seite steuerbar, die Türen des Gepäckraumes waren gesondert steuerbar. In Gefahrensituation und bei Druckluftverlust war es möglich, die Türen von Hand zu entriegeln und bedienen. Die äußere verschließbare Tür auf den Endwagen war eine nach außen öffnende Flügeltür, sie hatte schmale Fenster im oben Teil, und sie war von Hand bedienbar. Der Aufstieg auf die Kabine des Lokführers war seitlich über zwei Haltestangen und zwei Rosttreppen-Aufstiege. Der Zutritt über das Gepäckabteil wurde ermöglicht über eine in die Karosserie eingelassene obere Stufe und seitliche Haltestangen. Die äußere Tür des Maschinenraumes, der sich im Endwagen befand, war flügelförmig mit einer Jalousie im oberen Teil. In der hinteren Stirnfläche des Endwagens war eine aufschiebbare Leiter für den Aufstieg auf das Dach befestigt.
Die inneren Türen zwischen den Einstiegsräumen und dem Abteil der Reisenden waren als einteilige Schiebetüren mit der Aufhängung Perkeo ausgeführt. Sie hatten beiderseitig Griffe ohne Schloss, im oberen Teil ein Fenster und Lüftungsgitter im unteren Teil. Die übrigen inneren Türen waren Flügeltüren mit Griff, die Tür des WC hatte dazu noch das übliche Schloss mit der Anzeige Frei-Besetzt.
Die aufschiebbaren Fenster des Abteiles der Reisenden waren im oberen Teil herunterschiebbar mit Griff und einfacher Verglasung im Rahmen aus rostfreiem Stahl und den Ausmaßen 1000 × 860 mm und einrollbarem Sonnenschutz ausgeführt. Die Fenster neben den schiebbaren Türen hatten eine Breite von 700 mm und waren ebenso wie die Fenster über dem hinteren Drehgestell beider Wagen mit Festverglasung ausgeführt. Die beiden vorderen Fenster des Lokführerstandes waren aus Sicherheitsglas ausgeführt und mit Gummiprofilen befestigt. Jedes dieser beiden Fenster besaß Scheibenheizung und Scheibenwischer mit oberem pneumatischen Antrieb. Die Wand zwischen dem mittleren Durchgang über dem hinteren Drehgestell des Endwagens und dem Maschinenraum war aus Blech ausgeführt.
Das Innere der Kabine des Lokführers hatte auf der rechten Seite das Bedienpult mit dem Hauptsteuerpult unter dem rechten vorderen Fenster. Auf der anderen Seite der Kabine war ein Hilfspult gelegen. Der Lokführer hatte von seinem Platz aus einen bequemen Zugang zu allen Steuerteilen. Auf dem rechten Bedienpult war das Führerbremsventil und die elektrischen Fernmanometer für die Messung des Druckes in den pneumatischen Leitungen untergebracht, an der Wand war der Geschwindigkeitsmesser TELOC mit Antrieb von einer biegsamen Welle angeordnet. Auf dem linken Bedienpult war der Umschalter für die Richtung der Fahrt und ein Steuer-Kontroller angeordnet. Das Hauptpult hatte im oberen Teil Messgeräte für Spannung und Strom in den Traktionskreisläufen, einen Schalter für den Scheinwerfer und die Signalleuchten, den Schalter für die pneumatische Öffnung der Türen, die Heizung und Anzeige von Störungen im Zug. Zwischen dem Haupt- und dem Pult auf der linken Seite der Kabine befand sich die Steuerung des Fahrschalters. Der Lokführer konnte den Zug von der linken Seite steuern, was bei Rangierfahrten praktisch war. Auf der linken Seite der Kabine war ein Stuhl des Zugführers und das Bedienrad der Handbremse untergebracht, auf der Rückseite befand sich ein Schrank für die Bekleidung der Lokmannschaft und Geräte.
Das Abteil für die Reisenden war mit Sitzplätzen von weichem Bezug und niedrigen Lehnen, Griffstangen und Stützen als Rohr-Gerippe-Konstruktionen ausgeführt. Ursprünglich waren die Sitze 1959 noch als Holzsitze gestaltet, zur Betriebseinführung wurde die Ausführung eingeführt, wie sie bei der Serienausführung angewendet wurde. Pro Fensterplatz war ein Wandbrett für das Gepäck, im großen Abteil waren sie längs, in den kleinen Abteilen quer angeordnet, dazu gab es noch Haken für die Bekleidung der Reisenden. Die Zwischenwagen beidseitig und die Endwagen auf der dem Führerstand gegenüberliegenden Seite besaßen eine Möglichkeit der mechanischen Kupplung mit einer Kurzkuppeleinrichtung, dazu waren noch diagonal versetzte Puffer vorhanden. Auf der Seite des Führerstandes besaß der Endwagen eine Kupplung nach dem System Scharfenberg mit elektrischen Klemmverbindungen. Der Übergang zwischen den einzelnen Wagen wurde durch eine klappbare Brücke mit Gummibalgverbindungen gebildet. Auf jeder Seite der Stirnwände im Übergangsbereich war eine elektrische Verbindungsmöglichkeit zwischen allen Wagen vorhanden.
Ursprünglich war die elektrische Einheit EM 475.0 mit folgenden Bremsen ausgerüstet:
- einer elektrodynamischen Bremse als Widerstandsbremse. Ursprünglich war eine Verwendung als Rekuperationsbremse vorgesehen. Da zum Zeitpunkt der Umschaltung große Überspannungen auftraten, wurde diese Einrichtung bei den Prototypfahrzeugen wieder entfernt;
- der selbsttätigen Traktionsbremse, sie wirkte auf alle Achsen, und war ursprünglich mit dem Steuerventil DAKO CV1-14", später mit dem größeren Verteiler DAKO CV1-16" in jedem Wagen ausgerüstet;
- der elektrisch gesteuerten Direkten Bremse, die ursprünglich auf alle Achsen der DJ wirkte. Im Laufe der Erprobung zeigte diese Bremse nicht die erhoffte Wirkung, darum wurde sie ohne elektrischer Steuerung als direkte Bremse umgerüstet, die nur auf den Steuerwagen wirkte, wo die Bremsung ausgelöst wurde;
- der Notbremse, sie wirkte im Zusammenhang mit der selbsttätigen Traktionsbremse und konnte von jedem Abteil ausgelöst werden;
- der Handbremse, sie wirkte auf das Drehgestell bei dem Führerstand des Wagens, wo sie betätigt wurde.

Außerdem besaßen die Fahrzeuge noch einen Gleitschutz. Die Druckluft für die Bremse und weitere pneumatische Einrichtungen war ursprünglich von einem zweistufigen Kompressor vom Typ V2-130/70 EKO mit einem Fördervermögen von 42 m3/h erzeugt worden, alternativ wurde ein Kompressor vom Typ W 115/80 mit einer Leistung von 46 m³/h bei 730/min verwendet. Angetrieben wurden die Aggregate von einem Motor mit einer Leistung von 7,5 kW. Drei Hauptluftbehälter mit einem Umfang von 410 l bei einem Druck von 8 bar versorgten außer der Bremse den pneumatischen Antrieb der Türen der Endwagen, der Scheibenwischer und der Hupe. Ein weiterer Druckluftblock mit einem Umfang von 100 l bei einem Druck von 5 bar versorgten den Antrieb des Kontrolerblockes und die Sandstreuer. Im Zwischenwagen wurde Druckluft mit einem Umfang von 100 l bei einem Druck von 8 bar für die Öffnung der Türen verwendet. Die Wagen der DJ hatte für den Fall des Ausfalles des Hauptkompressors einen Hilfskompressor vom Typ Atmos 2 Br für 10 l Druckluft, angetrieben von einem Motor, der von der Akkubatterie gespeist wurde.

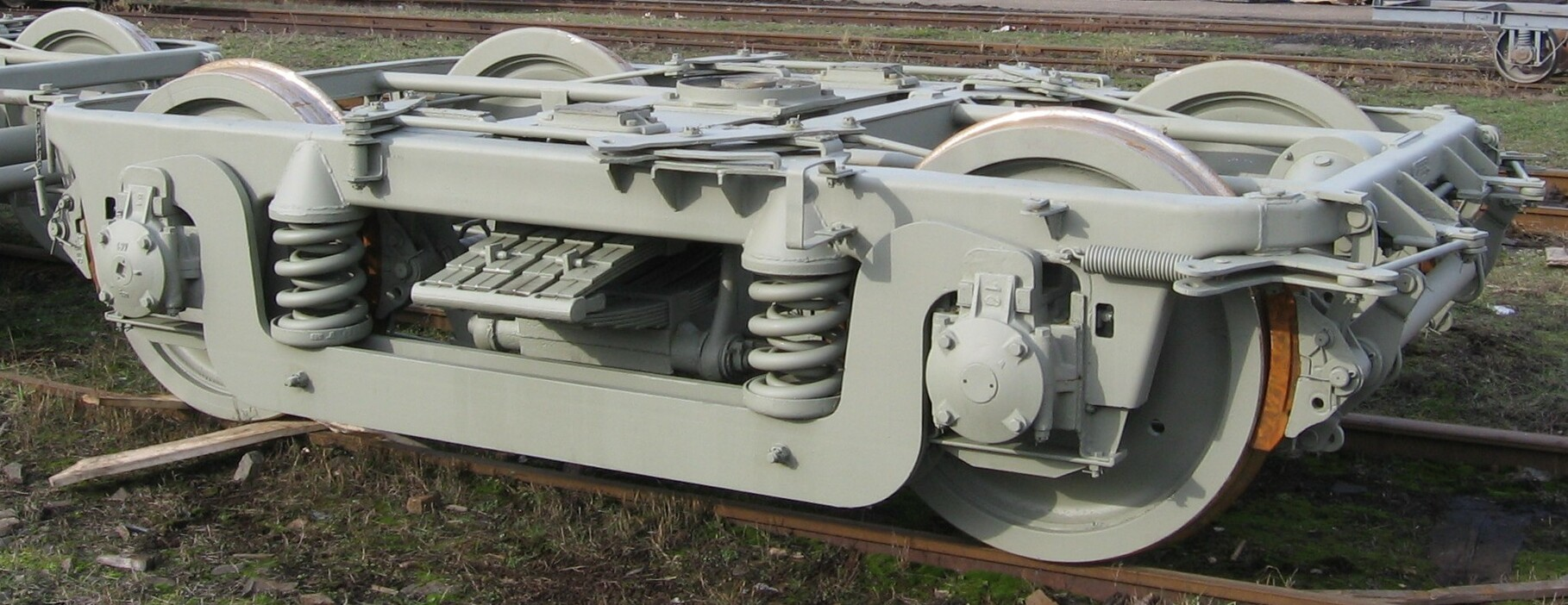
Foto eines Laufdrehgestelles des Triebwagens EM 475.1

Die zweiachsigen Antriebsdrehgestelle waren nach dem Typ Pennsylvania ausgeführt und hatten einen Achsstand von 2,6 m. Die Längsträger und die vorderen sowie hinteren Querträger waren geschlossen verschweißt mit geschlossenen stählernen Profilen und Stahlblech. Die Längsträger waren für die Aufnahme der Wiege mit doppeltem Querschnitt ausgeführt. In der Mitte der Wiege befand sich die Aussparung für den Drehzapfen. Die primäre Federung des Rahmens stellten vier doppelt gerichtete Schraubenfedern sicher; die sekundäre Federung wurde mit quer liegenden Blattfedern zwischen dem Unterzug und der Wiege durchgeführt. Im Hauptdrehgestell befanden sich die beiden Traktionsfahrmotoren, die in Tatzlager-Bauweise zum einen mit der Achse, zum anderen über ein Federpaket mit dem Drehgestellrahmen verbunden ausgeführt waren. Der Antrieb war einseitig mit Zahnradverbindungen in Schrägverzahnung; das Übertragungsverhältnis war 1:3,04.
Die Laufdrehgestelle des Wagens waren analog ausgeführt. Sie unterschieden sich lediglich durch das Fehlen der Traktionsfahrmotoren und dem geringeren Achsstand von 2,4 m. Die Drehgestelle wurden bei der späteren Serienausführung auf diese Weise ausgeführt. Die Achsen aller Wagen hatten Räder mit der Qualität OV (das besagt, dass sie von Personenwagen verwendet wurden), die Räder hatten Durchmesser von 1000 mm, die Lagerung war in zweireihigen Lagern mit der Bezeichnung 23226 K/C4 ausgeführt, die Länge der Achse war 1970 mm, der Zapfen misst 125 mm × 230 mm.
Die Bremse wirkte in jedem Drehgestell als Klotzbremse mit einem Bremsklotz beidseitig auf jedes Rad. Jedes Drehgestell besaß einen Bremszylinder von 10" Durchmesser, ein Hebelgestänge mit Ausgleichshebeln und zwei Bremssteller vom Typ Stopex mit Umsteller einer Länge von 250 mm.
Ursprünglich hatten die Fahrzeuge bei der Auslieferung die dreigeteilte Farbgebung mit hellblauer Schürze, graublau in der Höhe des Fensterbandes sowie graues Dach. Zu den ersten Erprobungsfahrten wurde diese geändert in eine hellblaue Schürze, im Bereich der Fenster eine graublaue Färbung, dazwischen ein weißer Streifen, der im Bereich des Führerstandes größer ausgeführt und mit schmalen gelben Streifen unterteilt war, sowie graues Dach. Zur Ablieferung an die Staatsbahn wurde schließlich folgendes Farbschema verwendet; dunkelblaue Schürze, bis zur Oberkante Fenster rot und darüber ein beiger Farbton. Später wechselte die Farbgebung noch einige Male, weil die Fahrzeuge auf zahlreichen Ausstellungen wie 1960 auf der Maschinenmesse in Brno gezeigt wurden.

### Elektrischer Teil
Vom elektrischen Teil stellten sich die Fahrzeuge als zu der Zeit übliche Fahrzeuge mit Gleichstromantrieb bei den ČSD dar. Über die Zusammensetzung von einem End- und einem Zwischenwagen als TJ ergab sich die Aufteilung der DJ als steuernde TJ und gesteuerte TJ, was der Gegenstand von vielen Prüfungen war.
Die Traktionsfahrmotoren vom Typ AD 3745, welche im Prototyp verwendet worden, waren vierpolige Gleichstrom-Serienmaschinen, mit Hilfspolen, dimensioniert für die Schwächung der Anregung bis 40 %. Gekühlt wurden die Motoren durch eine Haupt-Unterdruck-Ventilation, die auf der Seite der Kommutatoren untergebracht waren. Konstruktiv waren die Motoren für eine Spannung von 750 Volt an den Klemmen ausgeführt, die Isolation an den Windungen war nach Klasse B ausgeführt, das war der Traktionsspannung von 3 kV im Fahrdraht geschuldet. Die Traktionsleistung eines Motors war 165 kW bei 950/min und einem Strom von 240 A, die Stundenleistung betrug 190 kW bei 900/min und 275 A. Einschließlich der Tatzlagerung und Beblechung hatte jeder Motor eine Masse von 2600 kg. Elektrisch waren vier Motoren jeder TJ immer in Serie verbunden. Die Kühlluft wurde für jeden Motor besonders angesaugt, sie kam von einem Hauptgitter an der Spitze des Fahrzeuges sowie einem Schacht über den Einstiegstüren. Die Luft wurde über senkrechte Schächte bis zu dem Boden weitergeführt; zum Motorinneren ging es über lederne Luftschächte. Die erwärmt Luft wurde nach dem Kühlvorgang direkt von den Motoren in die Umgebung geleitet.
Die Mehrheit des Blockes der elektrischen Ausrüstung wurde im Endwagen über den Boden des Antriebsgestelles oder auf dem Dach beider Fahrzeuge untergebracht. Jeder Wagen der TJ hatte einen Stromabnehmer vom Typ 10PP, welcher als klassischer symmetrischer Stromabnehmer mit Wiege und kupferner belegter Gleitfläche ausgeführt war. Außerdem war auf dem Dach eines jeden Wagens der Schutz vor Überspannung (Blitzsicherung) und die Widerstände für die Fahr- und Bremssteuerung vorhanden. Es versteht sich von selbst, dass diese Widerstände natürlich gekühlt waren. Auf dem Dach der Zwischenwagen waren die Gleichrichter für die Anregung der elektrodynamischen Bremse und deren Widerstände, auf dem Dach des Endwagens waren alle Widerstände für den Traktionsumfang aufgesetzt.
Die Traktionsfahrmotoren waren bei der DJ auf beide Wagen der TJ verteilt. Dafür waren für die Hochspannungssteuerung zwölf Leitungen vorgesehen, die bei den Klemmen an den Wagenspitzen endeten. Zwischen den Wagenenden wurden flexible Hochspannungsleitungen verwendet. Für die Speisung der Hilfsantriebe wurden 16 Niederspannungsleitungen und für die Steuerung der Einheit 56 Leitungen verwendet. Für diese Verbindungen waren zwischen den einzelnen TJ vier weitere Klemmen mit Garnituren vieladriger Verbindungen vonnöten. Bei der Konstruktion der Serienfahrzeuge wurde Rücksicht auf die betrieblichen Belange genommen, und die Antriebseinheit lediglich auf zwei von vier Wagen gelegt, was die Trennung der DJ in einzelne Wagen oder die variable Gestaltung mit mehreren Zwischenwagen vereinfachte. Bei Doppeltraktion war die Verbindung zwischen beiden DJ über die Scharfenbergkupplung.
Der Hauptschalter vom Typ 10 HC war von Hand bedienbar und untergebracht im rechten Maschinenraum des Endwagens. Er war untergebracht in einem Block über dem Kompressor. Weiter war in diesem Maschinenraum der Wechselrichter für die Bereitstellung der Speisung für den Hilfsantrieb sowie aufgehängt unter dem Dach die Halterung und Regulierung der Widerstandssteuerung sowie Verriegelung und Abgriff der Hilfsantriebe, Heizung sowie Apparate zur Messung und Kondensation des Überspannungsschutzes angebracht. Die einzelnen Elemente waren mit einem Nockenschaltwerk, bestehend aus 20 Nocken, geschaltet. Von diesen Nocken hatten fünf eine Löschkammer, für die Umschaltung der Reihung der Traktionsfahrmotoren waren die Nocken verdoppelt ausgeführt. Die Nocken ohne Löschkammer dienten zur reihenweisen Abzweigung der Anfahrt-Widerstände. Weitere vier Nocken dienten zur Umschaltung der Richtung der Fahrt, weitere Nocken dienten zur Steuerung der Widerstandsbremse in die verschiedenen Bremsstellungen und weitere Nocken für die Rekuperationsbremse. Angetrieben war dieses Nockenschaltwerk von einem elektropneumatischen Antrieb, wodurch eine sichere Trennung von Hoch- und Niederspannungsbereiches gewährleistet war. Ein weiteres Nockenschaltwerk mit zehn Nocken war für die Umschaltung Fahren-Bremsen vorgesehen. Diese Nocken besaßen alle eine Löschkammer, sie dienten zur Unterbrechung der Traktionsleistung in jeder Stellung der Fahrt, zur Steuerung der Traktion in Fahren oder Bremsen sowie zur Ausschaltung im Störungsfall.
Obwohl die elektrischen Einrichtungen beider TJ identisch waren, war die Steuerung bezüglich der Maschinen und Apparate unterschiedlich ausgeführt; bei der steuernden TJ wurde die Einschaltung bei hohem Potential der Traktionsfahrmotoren, bei der gesteuerten TJ geschah sie bei hohem Potential der Anlauf-Widerstände. Durch diese geänderte Steuerung war es möglich, die Änderung der Schaltung der Fahrmotorsteuerung von Serie auf parallel ohne Zugkraftunterbrechung zu steuern. Gesteuert wurde diese Einschaltart auf steuernde oder gesteuerte TJ von dem Umschalter Fahren-Bremsen. Bei der steuernden TJ war der Stromdurchgang von dem Stromabnehmer über den Hauptschalter weiter über die Traktionsmotoren und die Anfahrtwiderstände. Die gesteuerte TJ bekam ihre Speisung durch die durchgehende Hochspannungsleitung von der steuernden TJ. Erst nach dem Übergang auf Parallelschaltung bekam jede TJ von seinem Stromabnehmer und seinem Hauptschalter Speisung.
Geschützt wurde die gesamte elektrische Einrichtung außer durch den damals gebräuchlichen Schutz damaliger elektrischer Lokomotiven (Überstromschutz, Überspannungsschutz, Unterspannungsschutz, Stromdifferenzen und Strom- oder Spannungsspitzen) hatte die Einheit einen Null-Strom-Schutz, der bei unbeabsichtigten Unterbrechungen des Traktions- oder Bremsvorganges auftrat. Die Ausschaltung der gesamten elektrischen Einrichtung und deren Erdung war mit einem Nockenschaltwerk mit sechs Nocken vorgenommen und ursprünglich an der Decke des Maschinenraumes aufgehängt. Seine Unterbringung, das Programm zur Abschaltung und die Durchführung der Isolation führten zur Kritik vom Betriebsdienst.
Die Innenbeleuchtung der Fahrzeuge wurde von dem Bordnetz vorgenommen, welches von dem Niederspannungsnetz über Gleichrichter auf die Spannung von 48 z.V erzeugt wurde, was den unerwünschten Nebeneffekt eines Flimmerns zur Folge hatte. Außerdem war das Bordnetz für die Steuerung der Fahrt und die Ladung der Akku-Batterie verantwortlich. Der Batteriekasten war zwischen dem Lokführerstand und dem Gepäckraum untergebracht. Die Hilfsantriebe, z. B. der Induktionsmotor des Kompressors, die Ventilation für die Kühlung, Transformator und Bremsgleichrichter wurden gespeist von dem Haupt-Wechselrichter oder von einer äußeren stationären Quelle.
Die gesteuerte TJ war vollautomatisch und mehrfach von dem ersten Lokführerstand aus gesteuert, mit Ausnahme des Batterie-Hauptschalters und des elektrischen Hauptschalters, die beide von Hand individuell auf jeder TJ zu betätigen waren. Dann beherrschte der Lokführer die angehangene TJ (Heben des Stromabnehmers, Motorgenerator, Kompressor, Steuerkontroler) zur Durchführung der einzelnen Verrichtungen über die durchlaufende Leitung. Zur Vollbringung der einzelnen Befehle in jeder TJ (Zuschaltung von Relais, Relais mit zeitlicher Verzögerung, Zuschaltung von Kontakten, öffnen pneumatischer Ventile, Schritte des Hauptkontrolers usw.) war jede TJ separat zuständig. Einige Funktionen mussten dabei synchronisiert werden, z. B. die Steuerung des Brückenkontaktes der Stellung Serie auf parallel und umgekehrt der Traktionsfahrmotoren. Schon bei den ersten Probefahrten mit dem Prototyp wurde die Handschaltung des Hauptschalters kritisiert, denn der Ausfall geschah bei den Tests öfter als erwartet. Der Hauptschalter war daher früh für die Fernbedienung vom Führerstand des Lokführers eingerichtet. Er wurde herbeigeführt von dem Niederspannungsschutz mit Transduktor, der den Schalter Fahren-Bremsen bediente.
Der Fahrschalter hatte die Stellungen 0, vier Lagen für die Fahrt und zwei Lagen für die elektrodynamische Bremse. Die vier Lagen für die Fahrt waren:
- M von Rangiergang, in dieser Stellung ist der Schalter Fahren-Bremsen auf Fahren verriegelt und Strom fließt über alle Widerstände;
- Serie, bei dieser Stellung steuert der Hauptkontroler der steuernden TJ sämtliche Fahrmotoren der DJ, die in Reihe geschaltet sind durch schrittweise Verringerung der Widerstände.
- Parallel, hier steuern die Hauptkontroler beider TJ nach dem synchronen Übergang von Serie auf parallel ihre Fahrmotoren durch schrittweise Verringerung der Widerstände.
- Shunt, hier wird die Anregung der Fahrmotoren zur Stellung Parallel noch zusätzlich geschwächt.

Die zwei Lagen für die elektrodynamische Bremse sind Bremse I (elektrodynamische Bremse mit niedriger Wirkung) und Bremse II (elektrodynamische Bremse mit hoher Wirkung) bei breitem Umfang der Geschwindigkeit mit fast unveränderter Bremskraft, bei bestimmten Bedingungen mit der Möglichkeit der Rekuperationsbremse.
Bei den Relaissteuerungen zur Ausschaltung des Stromes von den Fahrmotoren konnten schnellere Hochspannungsrelais aus Gründen der Gefahrlosigkeit nicht angewendet werden, die Lösung mit einer Transduktorsteuerung brachte einige zeitliche Verzögerungen mit sich. Für den Serienbau waren deshalb Relais mit Transduktorsteuerung und einem zusätzlichen Relais für die Verzögerung empfohlen worden. Die Aufgabe des letzteren war das Einstellen und Halten des Hauptkontrolers so lange, bis der langsame Transduktor und sein Relais verlässlich die Größe des Stromes auswerteten. Auf zahlreichen Prüfungen wurde der Abschaltstrom des Relais auf den Wert von 430 A, der Strom des Zuschaltens auf 400 A festgelegt. Für die Begebenheiten auf nassen Schienenverhältnissen konnte der Strom für das Abschalten/Zuschalten auf 280/250 A variiert werden, die spätere Reihe EM 488.0 hatte schließlich 5 Stufen von Ausschaltstrom zwischen 570 A und 270 A (je nach Schienenverhältnissen und Anzahl Mittelwagen). Bei dem Übergang zu dem Serienbau der EM 475.1 wurde eine ganze Reihe weiterer Änderungen in den Steuereinrichtungen verlangt, die die Bedienung, die Instandhaltung und Verlässlichkeit der Wagen erhöhten.
Insgesamt erhob die Prototyp-Kommission, in der zahlreiche Fachleute der beteiligten Herstellerfirmen, vom Verkehrsministerium und der ČSD vertreten waren, zu dem Prototyp ganze 153 Einwände. Ein Teil, der hervorrief kleine Konstruktionsänderungen, wurden noch bei dem Prototyp realisiert, ein Teil wurde erst bei der Serienbauart realisiert. So wurde die Spannungsmöglichkeit von 1,5 kV für den Betrieb im Eisenbahnknoten Prag entfernt, und besonders wurden bei allen folgenden elektrischen Einheiten die elektrische Einrichtung nur auf den Endwagen verteilt. Der Durchgang der Reisenden zwischen den beiden Maschinenräumen im hinteren Teil des Endwagens sorgte schon 1960 zu großen Diskussionen der Prototypkommission, und dadurch wurde der Maschinenraum ab den Serienfahrzeugen in den Bereich zwischen Führerstand und Gepäckabteil verlegt. Durch den Wechsel machte sich eine andere Verteilung von elektrischen Apparaten und damit die Änderung der Traktionsbremse erforderlich.
Außerdem ergaben sich noch einige weniger bedeutende Wechsel im elektrischen Teil der Einheit, von denen die wichtigsten waren:
- vermeiden der parallelen Wirkung verschiedener Schutzeinrichtungen und Wechsel des Wertes einiger Schutzeinrichtungen,
- die Beleuchtungsanlage sollte von dem Netz mit 50 Hz gespeist werden, damit entfiel das Flimmern.
- Ausstattung der Wagen mit Zugrundfunk sowie die telefonische Verbindung der Führerstände untereinander,
- Verlegung einiger Apparate vom gegenwärtigen Standpunkt im Führerstand woanders hin,
- Einführung eines einstufigen Anlaufes des Motorgenerators,
- Entfernung der Hilfssteuerung der Fahrzeugtüren,
- Entfernung des linksseitigen Führerstandes, dafür wurden Ventilator und Kühler hingesetzt. Die seitlichen Fenster des Führerstandes erhielten ebenfalls Sicherheitsglas,
- Hinzufügen einer Blockleiter für den Aufstieg auf das Dach,
- Einführung von Filtern der gekühlten Luft der Traktionsmotoren,
- Verlegen einiger Apparate auf dem Dach mit einer Trittbank.[31]

## Prüfung der Fahrzeuge

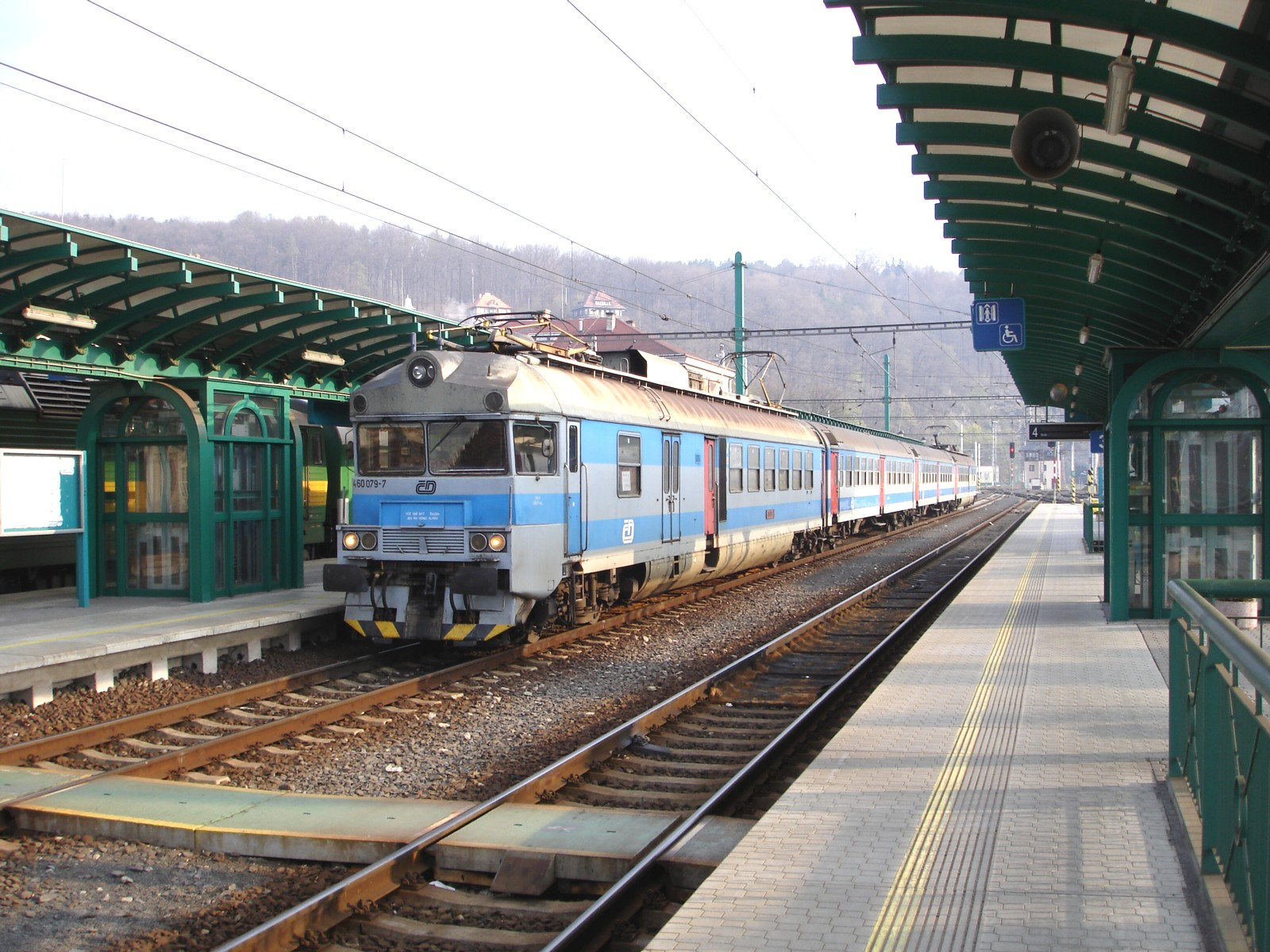
Foto des EM 488.0, Weiterentwicklung aus dem EM 475.1

Der Bau der ersten elektrischen Einheit wurde bei der Vagonka Studenka in den Jahren 1957 und 1958 damit durchgeführt, dass die erste TJ, bestehend aus dem Endwagen EM 475.001 und dem Zwischenwagen EM 475.001a zuerst zusammengebaut wurden, und in der zweiten Jahreshälfte von den anderen Wagen der DJ gefolgt wurden. Alle beschriebenen Prüfungen mussten von beiden DJ absolviert werden, teilweise wurden sie nacheinander, teilweise wurden sie parallel ausgeführt. Amtlich wurden beide Fahrzeuge im März 1960 von der ČSD übernommen. Die Prüfungen dauerten von Ende 1958 bis etwa Mitte 1961. Das mag für den ersten Augenblick als lang gelten, hat seine Ursachen darin, dass damals in der Tschechoslowakei noch kein Versuchsring existierte und alle angeführten Prüfungen auf den Strecken unter laufendem Betrieb durchgeführt werden mussten. Außerdem gestaltete sich damals die Prüfung mit dem Spannungssystem 3 kV Gleichstrom durch die erst aufzubauende Infrastruktur noch relativ schwierig.

### Prüfung der mechanischen Ausrüstung
In den Tagen des 4. und 5. September 1958 durchliefen in dem Werk die Wagen der ersten TJ eine der ersten Prüfungen, die traditionell bei jedem Eisenbahnfahrzeug, egal welche Traktion, durchgeführt werden. Der fertig gebaute Wagenkasten wurde mit einer Belastung von 30 t senkrecht und einem waagerechten Druck von 70 t entlang der Achsen belastet. Beim Zusammendrücken des Wagens, der später die Werksnummer 59741 erhielt, ergaben sich einige Ausbeulungen auf der Seite des Maschinenraumes. Nachdem die betreffenden Stellen versteift wurden, wurde die Prüfung in der Zeit vom 25. bis 27. September desselben Jahres, dieses Mal mit Erfolg, wiederholt.
Nach dem ursprünglichen Plan sollte die Einheit danach nach Pilsen zur Fertigstellung verschickt werden. Der geänderte Plan sah vor, dass bei Škoda lediglich von Juli bis November desselben Jahres die elektrische und die Fahrprüfung stattfinden sollte. Nach dieser sollte die Einheit nach Studénka zurückgegeben werden. Am 7. August 1959 wurde die erfolgreiche Einfahrt der Traktionsfahrmotoren und der Einbau der Traktionsfahrmotoren in die Drehgestelle durchgeführt. Der Einlauf wurde zwar ohne Belastung, jedoch dafür bei pausenloser Drehung von 60 Minuten in beiden Richtungen durchgeführt. Das Abbild der Tatzlagerung und des Antriebes war zufriedenstellend. Über den September wurden die übrigen Drehgestelle der ersten TJ komplettiert. Ähnlich durchlief Monate später der Einlauf, Verbindung und Komplettierung der zweiten TJ und etwa vier Monate später die zweite DJ EM 475.003/004.
Zum symbolischen Datum 9. September 1959 fing die Prüfung der Befähigung zur Fahrt der ersten TJ wieder in Studenka an. Zuerst wurde die Andrehbarkeit der Drehgestelle beider Wagen ermittelt und danach die Bestimmung des minimalen Halbmessers der Einheit. Diese Prüfungen wurden mit einer Dampflok im Werkgelände durchgeführt und ergaben für den Endwagen einen minimal zu durchfahrenen Halbmesser von 106 m und für den Zwischenwagen einen minimal zu durchfahrenden Halbmesser von 90 m. Am 10. September wurde die Prüfung fortgesetzt mit einer Prüfungsfahrt, im Rahmen derer die erste TJ zum ersten Mal aus dem Herstellerwerk ausfuhr. Beiden Wagen des EM 475.001 wurden von einem Motorwagen der Reihe M 262.0 von Studenka nach Suchdol und zurück gezogen (25 km einfache Entfernung). Es folgte eine Überprüfung des Ganges des Wagens, die Erwärmung seiner Lager der Achsen und Motoren und die Funktion der pneumatischen Bremse. Anwesend bei dieser Fahrt waren Vertreter der Vagonka, des VÚKV und Vertreter der ČSD. Über die Fahrt wurde konstatiert, dass sie angenehm, nicht laut und ohne Vibration bei einer Geschwindigkeit von 70 km/h verlaufen war, die Federung wurde als weich eingeschätzt.
Am Montag, dem 14. September wurde diese erste TJ nach Pilsen zur Komplettierung der restlichen elektrischen Einrichtung überführt. Zuvor wurde in einem elektrotechnischen Werk in Prag die Montage der restlichen kleinen Apparate der elektrischen Einrichtung und deren komplexen Überprüfung vollzogen. Nach der Ankunft der zweiten TJ (Wagen EM 475.002 und EM 475.002a) wurde die gesamte DJ auf dem Prüfring des Herstellerwerkes in Pilsen getestet. Die Prüfung dauerte bis zum 20. November 1959, danach wurde die ganze DJ EM 475.001/00 mit zweitägigem Aufenthalt in Prag nach Studenka zurückgegeben. Dafür wurde für die Rücküberführung eine Fahrt aus eigener Kraft von Prag bis Olomouc vereinbart. Für den Fall des Versagens sollte ein Dienstfahrzeug zum Abschleppen nachfolgen. Dies war nicht erforderlich, die DJ erreichte Olomouc und wurde von dort von einem Dieseltriebwagen der Reihe M 262.0 nach Studenka geschleppt.
Nach der Rückkehr wurde in Studenka weitere Prüfungen an der DJ unternommen, wie die Wasserundurchlässigkeitsprüfung des Wagenkastens, Prüfung der Dichtschließung der Fenster und Türen und der Jalousien des Maschinenraumes. Am 30. Dezember wurde die gesamte erste DJ EM 475.001/002 von den Organen der ČSD übernommen, die Abnahme geschah für jeden einzelnen Wagen selbständig. In der ersten Hälfte Januar des Jahres 1960 wurde die gesamte DJ zu dem Ausbesserungswerk Kolín zugestellt, wo festgestellt wurde die Last der einzelnen Wagen, die Last auf die einzelnen Drehgestelle, auf jede einzelne Achse und auf jedes einzelne Rad. Zum Beispiel wurde die gesamte Last des Endwagens, die 49.950 kg betrug, auf dem vorderen antriebslosen Drehgestell mit 20.240 kg und auf dem hinteren angetriebenen Drehgestell mit 29.710 kg verteilt. Der Zwischenwagen verteilte seine 40.140 kg mit 23.320 kg auf das vordere Drehgestell und 16.820 kg auf das hintere Antriebsdrehgestell. Keineswegs überzeugend erwies sich die Verteilung der Last auf die rechte oder linke Seite, z. B. der Unterschied der Belastung der Räder des Wagens betrug über 690 kg.
Die Prüfungsfahrten hatten verschiedene Prüfungen für die Bremse zum Inhalt, die mit dem EM 475.001/002 durchgeführt wurden. Sie wurden durch an den Tagen 9., 22. und 24. November 1960 durchgeführt. Dabei wurden ganze 23 Abbremsungen aus dem Geschwindigkeitsbereich um 110 km/h mit der klassischen Druckluftbremse durchgeführt. Dabei benötigte der Zug eine mittlere Entfernung von 540 m bis zu dem Stillstand, was sich für einen Zug des Vorortverkehres als zu lang erwies. Die Errechnung der Bremshundertstel ergab einen Wert von 88,2 %. Wurde die Widerstandsbremse zu Hilfe genommen, verkürzte sich der Bremsweg auf Werte zwischen 390 und 445 m. Gründe für diese nicht befriedigenden Ergebnisse, bei deren Auswertung Vertreter von DAKO mit hinzugezogen wurden, waren unter anderem zu viele Undichtheiten im Bremssystem, und es wurde festgestellt, dass der höchste Druck im Bremszylinder niedriger war als der vorgeschriebene. Die Zeit der Füllung und Lösung der Bremse erwies sich als zu lang. Eine erste Maßnahme war der Ersatz des Bremsverteilers von einer Größe 14 Zoll auf die Größe 16 Zoll. Außerdem vergrößerte sich der Hilfsluftbehälter. Das brachte die gewünschte Verkürzung des Bremsweges. Die elektropneumatisch gesteuerte Direkte Bremse, die ursprünglich auf die gesamte DJ wirkte, erwies sich, obwohl mit ihr ebenfalls kürzere Bremswege erreicht wurden, als wenig zuverlässig. Ursache war die Unmöglichkeit der Gleichverteilung des Bremsdruckes auf alle Bremszylinder des Zuges. Einige Male betrug der Unterschied des Bremsdruckes bis zu 0,45 bar. Die Bremse erwies sich als empfindungslos bei einzelnen Bremsstufen. Auf die Auswertung aller Prüfungen wurde empfohlen, die Direkte Bremse durch eine klassische Direkte Bremse zu ersetzen, die nur auf den Wagen wirkte, von dem sie ausgelöst wurde. Bei der DJ EM 475.003/004 wurde die Direkte Bremse vollständig abgenommen. Bei den Nachfolgebaureihen (EM 475.1 und EM 488.0) wurden im Zeitraum über 40 Jahre keine Direkte Bremse mehr verwendet.
Am 28. Februar und 2. März 1961 wurden weitere Prüfungen, wie die Messung der Schallimmission innerhalb und außerhalb des Wagens durchgeführt. Sie wurden auf dem Abschnitt km 384,5 bis 384,8 zwischen Prag und Kolín durchgeführt und brachten Messwerte von 50 bis 89 dB.

### Prüfung der elektrischen Ausrüstung
Die ersten elektrischen Prüfungen wurden noch unter 1,5 kV Gleichstrom in dem Herstellerwerk durchgeführt, erst ab ungefähr 1960 waren Prüfungsmöglichkeiten für 3 kV Gleichstrom auf verschiedenen Stationen möglich. Die erste interessante Prüfung des elektrischen Teiles der Einheit wurde von Fachleuten der ČSD und des VÚKV in der Station Olomouc durchgeführt und beinhaltete die Prüfung der Schaltfähigkeit des Hauptschalters und des Schalters Fahren-Bremsen verbunden mit der Funktion des Überspannungsschutzes. Es wurde die Zeitspannen bei verschiedenen Größen der Stromstärke gemessen.
Die Prüfung bewies, das der Hauptschalter mit bis zu 1/4 s genügend schnell auf Überstrom reagierte. Die übrigen Schutzeinrichtungen mit der Transduktor-Übertragung waren mit 0,8 s bis 0,9 s hingegen langsam. Am 25. März 1960 wurde eine komplexe Prüfung über die noch vorhandene elektrische Steuerung der Direkten Bremse bei der ersten TJ durchgeführt. Schon bei ihr stand der Fakt von Kritik bei später durchgeführten Prüfungen. Außerdem wurde dabei unter 3000 V die Beleuchtung, Signalisation und die Heizung durchgeschaltet. Die Speisung mit 3.000 V Gleichstrom war damals schon in der Station Běchovice möglich. Beide Einheiten galten ab Ende März 1960 von der ČSD als amtlich übernommen.
Am 6. April 1960 wurde mit der Einheit EM 475.001/002 eine Vorführungsfahrt mit dem Verkehrsminister abgehalten. Dabei wurde von Běchovice nach Peček und zurück gefahren. Der Zug fuhr um 14.38 Uhr aus Běchovice aus und kam um 15.00 Uhr in Peček an, was einer Durchschnittsgeschwindigkeit von 93 km/h entsprach. Auf dem Rückweg brauchte er nur 29 Minuten, dabei konnte die angegebene Konstruktionsgeschwindigkeit bis auf 110 km/h angehoben werden. Die Beurteilung des Fahrzeuges fiel bei dieser Fahrt positiv aus. Für den weiteren Prüfungsbetrieb stand an, dass beide DJ nach diesen Fahrten für eine im Sommer stattfindende Spartakiade in Prag vorgesehen waren. Am 8. April 1960 wurde eine Vorstellungsfahrt durchgeführt, bei der Fachleute der Herstellerwerke, von Forschungsanstalten, Hochschulen, des Verkehrsministeriums der Tschechoslowakei teilnahmen. Bei ihr wurde der weitere Weg der Fahrzeuge bis zum Beginn des regelmäßigen Serienbetriebes festgelegt, der schon in drei Monaten beginnen sollte. Hier wurde die Prototyp-Kommission für die Koordination der Prüfungsarbeiten gebildet. Die Serienproduktion der Fahrzeuge war ab 1963 festgelegt. Die zweite Einheit EM 475.003/004 wurde nach Studénka zur Abstellung von Mängeln und zur Komplettierung der Inneneinrichtung geschickt. Außerdem bekam sie einen neuen Anstrich, sie sollte zusammen mit dem M 230.5001 auf der Maschinenmesse in Brno ausgestellt werden.
Zum Ende der Maschinenmesse war dieselbe Einheit einer gründlichen Untersuchung der Beleuchtung, der Heizung sowie der Belüftung unterzogen. Diese Prüfungen wurden in der Zeit Oktober 1960 mit Überwachung und Dokumentation durch den VÚKV durchgeführt. Hinsichtlich der Beleuchtung gab es keine Beanstandungen bis auf die Beseitigung der Neigung zum Flimmern (Speisung der Leuchten), hinsichtlich der Heizung war die Situation komplizierter. Es zeigte sich, dass der Wärmedurchgangskoeffizient des Wagenkasten im Bereich des Bodens den Forderungen entsprach, jedoch nicht im Bereich der Seitenwände. Die gesamte Heizleistung der Wagen war in Ordnung, problematisch war die Verteilung der einzelnen Heizzweige, die einige Male ausgewechselt werden mussten. Vor allem entsprachen die eingesetzten Thermostate (aus inländischer Produktion) nicht den Bedingungen der Erschütterungswiderstandsfähigkeit und der Augenblickszuschaltung. Die Verteilung der Thermostate musste ebenfalls einige Male geändert werden. Ähnliche Probleme gab es mit der Konstruktion der Lüftungsanlage. Die Leistung der Ventilation war etwa 20 % niedriger als die verlangten 1.800 m3/h. Das lag zum einen an der unzulänglichen Leistung der Ventilatoren, zum anderen an ungünstiger Anordnung der Lüftungskanäle. Nach Beseitigung der Unzulänglichkeiten mussten die Überprüfungen im Januar und Februar wiederholt werden. Dabei kam es zwar zu Beschädigungen des Steuerrelais, insgesamt konnte die Prüfung am 4. Februar 1961 erfolgreich abgeschlossen werden.
In Anbetracht dessen, dass es nicht ausgeschlossen ist, dass eine Fertigung für das Ausland erfolgen sollte, war eine Prüfung nach den Normen der UIC vorgesehen. Sie sollte als erstes ab Mai 1960 die Verträglichkeit der elektrischen Ausrüstung gegen zu hohe Spannungssprünge bei verschiedenen Regimen der Fahrt und bei Kurzschluss im Bereich des rotierenden Umformers beinhalten. Die Prüfung wurde durch verschiedene Fehler in der Einspeisungsstelle negativ beeinflusst. Nach der Abstellung der Fahrzeuge ab Juni für den Transport von Übenden und Besuchern auf der gesamtstaatlichen Spartakiade in Prag wurde ab Mitte August 1960 der Probebetrieb wieder aufgenommen und beinhaltete unter anderem die Automatisierung der Anfahrt. Diese Prüfungsfahrten offenbarten einige Schwachstellen im Bereich des Anlaufrelais und einiger Grundelemente des Kontrolers. Inhalt der Prüfungen nach den Normen des UIC waren viele Prüfungen an den Schutzeinrichtungen sowie die Überprüfung der Erwärmung der Traktionsfahrmotoren. Die Prüfung entlang der UIC-Norm wurde Ende Januar 1961 erfolgreich abgeschlossen.
Im Anschluss wurden Prüfungen über das Verhalten der elektrischen Ausrüstung bei kurzzeitigem Unterbrechen der Spannung und bei sprunghaftem Anstieg der Fahrdrahtspannung durchgeführt. Sie wurden im Abschnitt Běchovice – Český Brod durchgeführt, wobei für den sprunghaften Anstieg der Spannung verschiedene Werte der Einspeisung in der Trennstelle Roztoklaty durchgeführt wurden. Ausbesserungen der Einheit und Überprüfungen wurden auf einem Nebengleis eines Zwischenbahnhofes durchgeführt. Die Erhöhung der Spannung an der Trennstelle mit einem Differenzwert von etwa 500 V bewirkte ein Anwachsen des Stromes in den Traktionsfahrmotoren über den Wert von 750 A. Das bewirkte ein Ausschalten des Hauptschalters in Zeiten, die nicht über 70 ms hinausragten und eine Beschädigung des Kommutators verhinderten. Die Prüfung über das kurzzeitige Ausschalten der Spannung wurde mit zwei zusätzlichen Hauptschaltern, installiert auf der Einheit, realisiert. Dabei wurden Zeiten von unter einer Sekunde Abschaltzeit erreicht ohne Beschädigung der Anlage.
Im selben Prüfungsabschnitt wurde die Simulation eines Kurzschlusses bei plötzlichem Wechsel von den Regimen Fahrt auf die elektrische Bremse durchgeführt. Da hier der den Motor durchfließende Strom den Wert von 750 A überstieg, konnte es in der Zeitspanne bis zur Ausschaltung des Hauptschalters von 70 ms zu einem kurzzeitigen Anwachsen des Motorstromes auf Werte bis 960A kommen. Ungefähr 30 ms nach dem Entstehen des Kurzschlusses kam es zum Versagen des Kommutators, was einen Lichtbogen im Inneren des Traktionsfahrmotores zur Folge hatte. Dieser Lichtbogen zeigte, dass die direkte Entfernung der metallenen Teile der Kabel auf Masse im Innern des Motors bei einem Versagen des Kommutators zu gering waren. Außerdem erwies sich der Differentialschutz als zu langsam. Augenscheinlich hatten die Kommutatoren bei diesen Prüfungen außer der Schwärzung keine augenscheinlichen Schäden. In der Isolation der Windungen des Motorständers konnten nach solch einem Kurzschluss außer einigen Deformationen keine ernsthaften Beschädigungen festgestellt werden. Dafür konnten spätere Langzeitstörungen, begünstigt durch Nässe, Luft und Wechsel der Temperaturen, zu ernsthaften Beschädigungen des Motors führen. Bei Wiederholung der Prüfung nach der Änderung der Motoren konnte der Motor einen kurzzeitigen generierten Strom von 1000 A ohne Versagens des Kommutators aushalten. Bei der Serienausführung wurde diese Art Schutz vom Typ her mit verbesserten Differentialschutz übernommen.
Es schlossen sich daraufhin, nachdem am 6. bis 7. März 1961 die Prüfung der Vielfachsteuerung beider DJ absolviert wurde, die Prüfungen der Widerstandsbremse und der Rekuperationsbremse ab 8. März 1961 an. Während der ganzen Prüfungen entwickelten sich bei der Prüfung der Widerstandsbremse keinerlei Probleme, bei der Prüfung der Rekuperationsbremse, die in den Geschwindigkeitsbereichen 90 bis 60 km/h durchgeführt werden sollten, traten hingegen zwei Probleme auf. Das erste Problem kam daher, dass viele damalige Wechselstellen, die noch auf der Basis von Quecksilberdampfgleichrichter arbeiteten, nicht in der Lage waren, Energie in das Netz zurückzuspeisen, das zweite Problem entwickelte sich von der Hauptkonstruktion der DJ. So wurden von der gesteuerte TJ keine Energie in den Fahrdraht zurückgegeben, was wohl an der Art der Konstruktion des Schalters Fahren-Bremsen lag, der für die Steuerung der Traktion als steuernde/gesteuerte Einheit verantwortlich galt. Nach Behebung dieser Unzulänglichkeiten wurden mit dem EM 475.001/002 am 11. Mai 1961 auf der Strecke Prag – Pardubice und mit dem EM 475.003/004 auf Steigungsabschnitten in der Slowakei durchgeführt. Bei den Fahrten in der Slowakei sollte die Einheit energetisch und wärmetechnisch die Fahrten auf Steigung um 20 o/oo modellieren, obwohl die dortigen Steigungsverhältnisse eher mäßig waren; es wurden drei Fahrten durchgeführt; die erste Fahrt erfolgte von Poprad nach Liptovský Mikuláš mit 20 km Steigung (10 bis 15 o/oo) und 40 km Gefälle (8 bis 15 o/oo) und zurück, die zweite Fahrt erfolgte von Poprad nach Štrba und zurück, die dritte Fahrt war die von Poprad nach Spišská Nová Ves und zurück (10 bis 15 o/oo). Es wurde eingeschätzt, dass sich bei diesen Fahrten die Rekuperation bewährte. Das Protokoll der Prüfung auf der Strecke Prag – Pardubice mit einem durchschnittlichen Haltestellenabschnitt von 3,5 km führte folgende Daten an: Durchführung der Fahrt mit insgesamt 19 Anfahrten und Halten. Die Bremsverzögerung reichte bis 0,788 m/s2 bei starkem Bremsen, etwa 0,463 m/s2 bei gewöhnlichem Bremsen. Bei jeder Bremsung mit Rekuperation konnte jedes Mal etwa 5 kWh in das Netz zurückgespeist werden. Bei der gesamten Serie von 28 Bremsungen wurden ungefähr 140 kWh zurückgespeist, was etwa 14 bis 15 % der benötigten Energie für das Anfahren ausmachte. Zurück blieben einige Bedenken wie die Auslegung der Parameter der Traktionsfahrmotoren für die Rekuperation. Der Schutz mit nur einem Relais war als unzureichend eingestuft. Bei den Serienfahrzeugen wurden zwei Relais ausgewählt.
Darauf wurde mit den Fahrzeugen die Beglaubigung der Fahrt-Typen-Reihe Mitt Mai 1961 vollzogen. Es wurde zusätzlich bei dem EM 475.003/004 die noch nicht erfolgte Prüfung der Beleuchtung und bei beiden Fahrzeugen die Bahnsteigprüfung durchgeführt.
Daran anschließend sollte die Langzeitprobefahrt mit 70.000 km mit mindestens einer DJ bis zum Ende Juli 1961 durchgeführt werden. Vorgesehen waren ursprünglich Routen auf der Trasse Prag – Vsetín in Plänen von Schnellzügen. Die Tagesleistung sollte 696 km betragen. Da dieser Einsatz dem Charakter des Fahrzeuges nicht entsprochen hätte, wurde der kontrollierte Betrieb auf der Strecke Prag – Pardubice eingerichtet. Bis Ende Mai erfolgte die Fahrt ohne Reisenden, danach turnusmäßig zwischen Prag und Kolín als Personenzug mit Reisenden. Im Vorverkauf wurden Freikarten an Reisende mit Fragebögen verteilt, wie ihnen die Fahrzeuge gefallen. Daraus ergaben sich Forderungen auf die zusätzliche Einrichtung eines Raucherabteiles mit Aschenbecher, auf Ablagen unter den Fenstern, auf mehr Griffstangen in der Einheit und letztendlich auf die Möglichkeit, weitere Zwischenwagen in die Einheit aufnehmen zu können. Der Abschluss der Langzeitprobefahrt war die sogenannte technische Gefahrlosigkeitsbescheinigung TBZ, die einer Abnahme der beiden Prototypen gleichkam.

### Abschließende Prüfungen und Auswertungen für die Serie
In den Tagen vom 8. bis 16. Juli 1961 wurden an dem Fahrzeug EM 475.001/002 eine Werksüberprüfung im Ausbesserungswerk Šumperk vollzogen, bei dem etwa 40 Eintragungen als Resultat der Probefahrten abgearbeitet werden mussten. Den Großteil nahm die Arbeit an einem Traktionsfahrmotor (Nr. 01387) ein, der vollständig in seine Einzelteile zerlegt werden musste; Es mussten Beschädigungen an dem Stator beseitigt, ein dichtes Ventil der Hauptkühlung des Motors repariert, Fehler an den Bandagen des Rotors und dem Kommutator beseitigt werden und ungenügende Sicherungen von Schraubenverbindungen ausgeglichen werden. Die die ungenügende Blitzsicherung, die ungenügende Befestigung von Kabeln auf dem Dach der Wagen, ungenügende Entwässerung des Vorraumes unter den Anfahr- und Bremswiderständen und die schwierige Demontage großer und schwerer Schütze musste korrigiert werden. Nachträglich wurde die Verwendung von Schmierbüchsen für die Wartung des Bremsgestänges und die Möglichkeit der Demontage von Fahrmotoren vom Drehgestell aus in Achssenken realisiert werden.
Danach wurde die DJ EM 475.001/002 zu Vagonka Studénka zur Durchführung von Ausbesserungen überführt, die am 15. August 1961 fertig sein sollten, es betraf besonders den Wechsel eines Kompressors, die Beseitigung eines Schaltwerkschadens. Außerdem entwickelte die Prototyp-Kommission noch weitere Forderungen; Benutzung eines Traktionsantriebes mit Geradverzahnung. Die meisten Forderungen versprachen die Lieferanten bis zur Lieferung der Serieneinheit zu liefern, einige wurden bei dem Prototyp realisiert. Danach sollte der Probebetrieb noch bis zum Ende August 1961 fortgesetzt werden. Zu diesem Betrieb wurde Škoda als Hauptaufsicht bestellt, dabei sollten seine Leute die Einheit eine Woche lang im Depot besichtigen. Das Depot musste eine Störung unverzüglich an die Lieferanten, Škoda oder die Vagonka Studénka mitteilen, im Falle ihrer Beseitigung. Danach sollte der Prototyp die Genehmigung zum Serienbau erhalten.
Den Rest des Jahres 1961 wurden von der Prototyp-Kommission nochmals die aufgetretenen Fehler und Ungenauigkeiten diskutiert, die zu weiteren Prüfungen und Nacharbeiten führten. Die Mehrheit von ihnen betrafen die Schutzeinrichtungen und das Nockenschaltwerk. Ein kleinerer Teil betraf die Traktionselektrofahrmotoren (Eindringung von Öl des Antriebes in das Motorinnere) und der ungenügende Abstand der Aufhängung der inneren Kabel gegen die Bürstenhalter. Am Hauptkontroler waren Übersprünge und Durchschläge gemeldet worden. Bei der elektrischen Bremse traten Schwierigkeiten mit der Rekuperation, besonders bei niedrigen Spannungen im Fahrdraht verzeichnet. Das waren die Gründe, weshalb der Bau der ČSD-Baureihe EM 475.1 mit einer Prototypreihe begann und die Organisation der Prototypprüfung radikal geändert wurde.

## Betrieb
Nachdem beide Einheiten die technische Gefahrlosigkeitsbescheinigung TBZ absolviert hatten, kamen beide Prototypen ab 1961 verspätet zu planmäßigen Einsätzen, war ihr Einsatz doch schon im Fünfjahrplan 1956/1960 geplant.
Ihre ersten Einsätze hatten die Fahrzeuge ab 1961 auf der Trasse von Prag nach Český Brod, wo ein Großteil ihrer Prüfungen absolviert wurde. Die Einheiten wurden hier als Ersatz für klassische lokbespannte Züge verwendet. Die erste Erwähnung eines turnusmäßigen Einsatzes einer DJ der Reihe EM 475.0 ist ab dem 26. Mai 1963 zu finden. Die Ausschreibung der turnusmäßigen Gruppe (TS) Nr. 77 legte fest, dass die Einheit fuhr am Montag ab 03:43 Uhr von Praha střed unter der Nummer Sv 4244 nach Český Brod und von da als Zug Os 2272 nach Kolín, von wo nach etwa zwei Stunden der Betrieb weiter als Os 2310 nach Pardubice geführt wurde. Von dort ging es nach Prag zurück. Weitere Ziele in diesem Plan waren nochmals Český Brod und Poříčany. Die tägliche durchschnittliche Laufleistung der Einheiten betrug 225 km. Im fünftägigem Turnus der Gruppe war eine Verbindung nach Česká Třebová mit einer E 499.1 enthalten, inwieweit die EM 475.0 diesen Ort erreichte, ist nicht bekannt. Der turnusmäßige Plan sah den Einsatz einer DJ vor, die andere stand als Reserve. In den Frühzeiten ihrer Einsätze sind Fahrten nach Ústí nad Labem über Mělník bekannt.
Die DJ EM 475.003/004 war ab Anfang Juni 1963 in einen Unfall bei Český Brod verwickelt, der heute nicht mehr hundertprozentig aufgeklärt werden kann. Der Unfall entwickelte sich bei Fahrleitungsarbeiten auf Strecken um diesem Bahnhof, als alle Züge mit Vorspann durch Dampflokomotive verkehren mussten. Dabei muss es auf Grund der Tatsache, dass den Beteiligten nicht bewusst gewesen sein konnte, dass hier ein Fahrzeug mit Scharfenbergkupplung ohne Puffer an den Rangierarbeiten beteiligt war, zu einer Kollision gekommen sein, die die gesamte DJ gewaltsam beschädigte. Die Beschädigungen müssen erheblich gewesen sein, das Protokoll der auszuführenden Arbeiten nennen Beseitigung von Deformationen an allen Wagen, besonders den Endwagen. Am Endwagen des EM 475.003 war der Hauptlängsträger deformiert und im Türbereich des Übergangsbereiches gebrochen, beschädigt war zudem die Traktionsleitung. Die Ausbesserungen dauerten im Ausbesserungswerk Šumperk bis Ende 1964.
Anfang 1965 wurde der EM 475.003/004 wieder in den Betrieb zurückgegeben mit neuem Anstrich, wie er damals bei dem EM 475.1 üblich war. Der EM 475.001/002 war schon turnusmäßig auf die Trasse Kolín – Pardubice eingesetzt worden und so kehrte der EM 475.003/004 auf diese Strecke. Allmählich neigte sich der Betrieb auf dieser Linie dem Ende entgegen. Durch Lieferung von neuen Fahrzeugen der Reihe EM 475.1 wurden die Fahrzeuge hier entbehrlich und auf die Trasse Poříčany – Nymburk gegeben, wo wieder turnusmäßig eine Einheit planmäßig eingesetzt wurde, die andere wirkte als Reserve. Hier liefen beide Prototypen aus. Als genügend Serienfahrzeuge zur Verfügung standen, konnten beide DJ ausgemustert werden. Der Betrieb des EM 475.001/002 wurde früh beendet (offiziell zum 6. November 1966 abgestellt), die DJ EM 475.003/004 wurde zum Ende des Jahres 1968 abgestellt (offiziell zum 5. Dezember 1968). Auf Grund der zu großen Abweichung mit den EM 475.1 hatten beide DJ den Status von Einzelgängern, offensichtlich gab es durch die Anordnung der Maschinenanlage und die fehlende Möglichkeit der freien Variierbarkeit der Fahrzeuge zu große Bedenken im öffentlichen Betrieb. Nachdem beide DJ einige Jahre auf Abstellplätzen um Prag standen, wurden sie zusammen zum 2. März 1970 ausgemustert. Bei dem EM 475.003/004 gilt als Datum der Verschrottung der 2. März 1972 in Zdice. Bei dem EM 475.001/002 gehen die Daten der Verschrottung auseinander; eine Quelle nennt den 1. September 1972 als Verschrottungsdatum, ein anderes Datum ist der 1. September 1975. Fest steht, dass die gesamte älteste TJ, zusammengesetzt aus den Wagen EM 475.001 und EM 475.001a als Wrack noch einige Jahre im Vorraum des Depots Praha-Libeň ausgestellt war, wo sie noch für verschiedene Verwendungszwecke herangezogen wurde- vorwiegend als Lager und als provisorisches Büro. Leider blieb keine Einheit erhalten. Bis Ende 1981 wurde die Innenausstattung vollständig beseitigt und im nächsten Jahr wurden beide Wagen vollständig verschrottet.